# Чулымо-Енисейская котловина
Чулы́мо-Енисе́йская котлови́на (Енисе́йско-Чулы́мская котлови́на; Се́веро-Минуси́нская котлови́на; Чебаково-Балахтинская) — межгорная котловина в горах Южной Сибири на юге Красноярского края, северная часть обширной Минусинской впадины. Ограничена отрогами Восточного Саяна на востоке и Кузнецкого Алатау на западе, Солгонским кряжем на севере и Батенёвским кряжем на юге.
Высота — от 170 до 550 м. Котловина сложена главным образом песчаниками, конгломератами, сланцами и эффузивами палеозоя, а также мезозоя, с которыми связаны месторождения бурых углей. Вдоль восточной окраины котловины протекает Енисей, в центральной и западной частях — Чулым. На юге развиты типичные злаковые степи на чернозёмах, на севере и в предгорьях — лесостепи на выщелоченных чернозёмах и серых лесных почвах.

## Рельеф

Чулымо-Енисейская котловина на карте-схеме Минусинской впадине

Рельеф Северо-Минусинской котловины неоднороден. Северная часть, отграниченная с юга широтным участком реки Чулым имеет равнинный рельеф (средняя высота 350—450 м над уровнем моря). Рельеф восточной части, граничащей с Красноярским водохранилищем холмистый, переходящий в низкогорный. Южная часть котловины характеризуется холмисто-куэстовым рельефом, сменяющимся вблизи горных хребтов мелкосопочным. В обширных понижениях — многочисленные озёра (Шира́, Белё). В западной части котловины рельеф мелкосопочный.

## Климат
Климат континентальный умеренно холодный, с резкими сменами климатических сезонов и выраженными колебаниями температуры воздуха в течение сезонов, месяцев и суток, небольшим количеством выпадающих осадков, небольшой влажностью и сильными ветрами. Количество осадков уменьшается с севера на юг, обратно пропорционально увеличивается испаряемость. Также на количество осадков оказывают влияние окружающие котловину горные хребты. Дождевая тень Кузнецкого Алатау уменьшает количество осадков в западной части котловины, в то же время оживляющие циклонические процессы наветренные склоны Восточного Саяна увеличивают увлажнение восточной части котловины.

## Хозяйственное значение
Чулымо-Енисейская котловина — важный сельскохозяйственный район Красноярского края.
В Северо-Минусинской котловине находится позднепалеолитическое поселение человека разумного — Ачинская стоянка, где был найден лунно-солнечный календарь возрастом приблизительно 18 тысяч лет —— вырезанный из бивня мамонта миниатюрный жезл, украшенный спиральным узором из змеевидных полос и 1065 различных по очертанию лунок.